# فيلي دانيال
فيلي دانيال (بالإنجليزية: Willie Daniel) هو لاعب كرة قدم أمريكية أمريكي، ولد في 10 نوفمبر 1937 في نيو ألباني في الولايات المتحدة، وتوفي في 29 يونيو 2015 في ستاركفيل في الولايات المتحدة بسبب تصلب جانبي ضموري.

## وصلات خارجية
- فيلي دانيال على موقع مرجع كرة القدم المحترفة.كوم (الإنجليزية)